# یواس‌اس سرویر (۱۹۱۷)
یواس‌اس سرویر (۱۹۱۷) (به انگلیسی: USS Surveyor (1917)) یک کشتی بود که طول آن ۱۸۶ فوت (۵۷ متر) بود. این کشتی در سال ۱۹۱۷ ساخته شد.